# دهان‌قورباغه‌ای
دهان قورباغه‌ای (نام علمی: Podargidae) نام یک تیره از راسته شبگردان است.